# Эль-Джауф (Ливия)
Эль-Джа́уф, ранее — Эль-Джоф (араб. الجوف‎) — столица муниципалитета Эль-Куфра (Ливия). Население — 18 587 чел. (на 2012 год).

## Климат
Эль-Джауф практически не получает осадков, в среднем здесь выпадает лишь 2,5 мм в год. Средняя температура летом равняется 37,8° С.

## Географическое положение
Город находится к западу от оазиса Куфра. Это один из наиболее сильно орошаемых оазисов в пустыне Сахаре.